# Ситківці
Си́тківці — селище в Україні, в Райгородській сільській громаді Гайсинського району Вінницької області. Розташоване на обох берегах річки Бажаниха (притока Кропив'янки) за 27 км на північний захід від міста Гайсин та за 7,5 км від автошляху М30. На околиці селища знаходиться залізнична станція Ситківці. Населення становить 2 155 осіб (станом на 1 січня 2022 року).

## Історія

### Стародавні часи
У центрі селища виявлено 20 поховань пізньосередньовічного могильника — кладовища. При одному з поховань знайдена срібна монета — півгроша, карбовану 1520 року в часи чеського та угорського короля Людовика II. Деякі скелети мають сліди фізичних травм, нанесених за життя ударами тупого знаряддя по черепу, що може свідчити про участь населення у збройній боротьбі проти татаро-турецьких, литовських і шляхетських-польських загарбників.
Ситківці відомі з 1448 року. На початку XVI століття Ситківці — укріплений замок на межі Винницької й Гайсинської волостей. На його місці збереглися «замчища» — рештки земляних валів, підмурків домів, а за 9 км на схід — руїни старовинного монастиря (урочище Монастирище). 1545 року Ситківці належали литовському панові Скабарні, про що свідчать ревізькі документи.
Неподалік від Ситківців в сиву давнину проходив Чорний шлях, по якому йшли орди кочовиків, здійснювалися грабіжницькі набіги, хрестові походи тощо. Село неодноразово знищували під час таких приступів, але тут знову селилися люди.
Польська держава не захищала належно південні кордони, замки будували щоб загнузда́ти вільних селян. Після Люблінської унії володарі Ситківців — князі Четвертинські — посилили експлуатацію селян. У 1588 році III литовським уставом остаточно узаконено кріпацтво. У 1594—1596 рр. під час перебування на Брацлавщині Северина Наливайка люди спільно з міщанами й козаками виступили проти магнатів, шляхти й заможних міщан. Почастішали втечі кріпаків на Запоріжжя. Феодали в пошуках робочих рук займалися викотництвом і осадництвом. У 1602 році в Ситківцях поселилося немало селян з села Хлібової[джерело?] Подільського воєводства, які втекли від своїх хазяїв. Організатори втеч — викотці, нерідко й самі магнати заманювали невільників сусідніх власників пільгами, перевозили їх своїми підводами, іноді виділяючи для цього озброєні загони. Так було привезено до Ситківців селян з Кропивної.
Приймаючи втікачів з Волині, Полісся і Західного Поділля, поміщики обіцяли їм кілька пільгових років. Довірені особи феодалів — «осадники» ставили на ділянках-волоках, які підлягають заселенню, стовпи «на волю». На них умовними знаками вказувалися пільги на термін 10,15, 20, 30, іноді на 40 років. Та ці обіцянки рідко виконували. Часто до закінчення пільг поселенців на «законних» підставах закріпачували. Коли Ситківці стали власністю князів Вишневецьких (1606 р.), кріпак, що не виконав панщини, мав заплатити 5 талерів. Особливо експлуатували селян орендатори. Станом на 1629 рік в селі налічувалося 102 подвір'я. Люди постійно противились закріпаченню, посиленню панщини. «…Коли в 1648 році виникла визвольна боротьба українського народу проти польської шляхти, Ситковеччина взяла в ній активну участь. Найвидатнішим організатором селянського руху на Брацлавщині, Вінниччині був  Максим Кривоніс, вірний товариш Богдана Хмельницького. Під його проводом селянські загони здобули Бершадь, Ладижин, Верхівку, Брацлав, Райгород, Немирів, Животів, Вінницю та зруйнували і спустошили багато панських маєтків».
З 1654 року Ситківці неодноразово постраждали від нападів польських військ. Пани катуваннями і пожежами намагались згасити спротив. У 1664 році шляхетські загони спопелили село. Залишилось тільки 27 домів. Чверть людей загинула, багато мешканців у складі Брацлавського й Вінницького полків перейшло на лівий берег Дніпра. За Андрусівським перемир'ям Ситківці залишилися під Польщею, а з 1672 по 1699 роки були під турками. У 1702 році повстанські загони Семена Палія й Самуся звільнили Ситківці від поміщиків і орендаторів. Щоб задушити спротив, пани брали на службу кримських татар. 21 березня 1745 року поблизу Немирова й Ситківців розташувався тритисячний загін татар, а в лісах було заготовлено багато кайданів і колодок для полонених. Місцеві поміщики збиралися сплатити живим товаром (ясиром) татарам. Кріпаки йшли в гайдамаки. У Голубиному яру (на території села) знайдено тайники, де гайдамаки тримали зброю. У 1750 році вони підпалили помістя пана.

### У XVIII—XIX століттях
Після анексії Правобережної України Російською імперією у 1793 році Ситківці увійшли у склад Брацлавського намісництва, а через чотири роки — до Липовецького повіту Київської губернії. Незабаром село купив граф С. Потоцький[хто?]. Руками селян Потоцькі збудували палац, заповнили ставки, розвели білих і чорних лебедів, заклали парк-заповідник, де за кам'яною стіною тримали завезених з далеких країв диких звірів. Кріпосні селяни злидарювали, пухли з голоду, працюючи від неділі до неділі, на панів. У квітні 1834 року земський суд встановив, що 821 кріпак ситковецького маєтку поміщика графа Потоцького харчується «хлібом», виготовленим з бурди, соломи, трави і нирок. Тим часом пан розважався на закордонних курортах, витрачаючи гроші, зароблені потом і кров'ю поневолених селян. Кріпацька праця застосовувалася також на цукровому заводі, заснованому у 1836 році, цегельному заводі, на заводі, де виробляли соду і скло. З 1808 по 1870 роки на заводі виготовляли скляний посуд блакитного, зеленого та інших кольорів. Тут і зараз знаходять рештки битого скла.
Реформа 1861 року збільшила малоземелля і безземелля селян, що йшли робити на цукровий завод і його посадки. 1866 року за орендною угодою з Потоцьким акціонерне товариство на чолі з бароном К. Таубе й французом І. Гоффаром почало ставити новий цукрозавод. Машини та інше обладнання завезли з-за кордону, переважно з Австрійської імперії. Осінню 1867 р. завод виробив 87 617 пудів цукру-піску. На заводі працювало 240 чоловіків и 20 жінок, переважно місцевих. Маючи великі дивіденди (10-20 %), акціонери поновили контракт з Потоцьким до 1918 року. Завод давав прибутку від 58 до 84 тис. рублів на рік. У гонитві за наживою власники цукрового заводу змушували робочих працювати по 16 годин на день без перерви на обід і без вихідних. Часто із заробітку робітників відраховували різні штрафи. Ще гірше оплачувалася праця жінок і підлітків. Останні працювали 5-6 років чорноробами по 12-13 годин, при цьому значна частина мізерної зарплати йшла на могорич майстрам.
Про нещадну експлуатацію трудівників на заводі писав у липні 1894 року в своїй скарзі губернатору робітник О. П. Данилевський. За 20 років роботи на різних заводах ніде не бачив він таких умов. Тяжке життя викликало невдоволення, страйки. Однак губернатор не допоміг, а передав скаргу фабричному інспектору. У 1896 році робочі Ситковецького заводу оголосили страйк, вимагаючи підвищення зарплати. Хазяї викликали поліцію і жандармів. Однак це не допомогло. Курівництво мусило частково задовольнити вимоги.
Як і цукрозавод, цегельно-черепичний завод орендувало акціонерне товариство. У 1866 році там працювала 21 людина, переважно дівчата до 16 років.

### Ткацька майстерня
До 1913 року в Ситківцях існувала ткацька майстерня, де виробляли килими, рушники, високоякісний шевйот. Шерсть для його виготовлення доставляли з Москви. Ткалі О. Загоровська, Я. Затворніцька, Г. Остроухова згадують, який невичерпної була фантазія народних умільців. Переконливим доказом їх високого художнього смаку були килими з оригінальним рослинним і геометричним орнаментом, рушники, вишиті різнокольоровими візерунками рослин і геометричних фігур. Умови праці в майстерні були дуже важкі. Робочий день тривав 16 годин. Поступово народні художні промисли занепали. Чимала провина в цьому лихварів і скупників. Скуповуючи за безцінь вироби народних художників, вони доводили їх до злиднів. «З ткача НЕ БУДЕ багатія, з швачки — багачки» — йшлося в народній приказці.

### ХХ століття
6 листопада 1919 року в Ситківцях укладено умову про перехід Української Галицької армії до Добровольчої армії.
Тяжко виживали селяни під час Жовтневого перевороту, «хлібозаготівлі» та Голодомору 1932—1933 років, німецько-радянської війни. З останніх сил прості трудівники на совість розбудовувало село. У 1958 році колгосп імені Ворошилова об'єднаний з артіллю імені Т. Г. Шевченка села Джуринці в один колгосп «Україна». З 1961 року господарство переважно займалося великою рогатою худобою. У 1970 році поголів'я збільшилося до 2455 худобин. На одну фуражну корову отримували 3800 кг молока, на 100 га сільгоспугідь — 220 ц м'яса. Колгоспники отримували по 2,3 рубля на людино/день.
У 1968 році залізничники завершили перешивання вузької колії на широку, що забезпечило зріст навантажень з 25 тис. тонн до 60 тис. тонн на рік, введена механізація усіх процесів навантаження й розвантаження вагонів на станції Ситківці.
Понад 43 роки працювала ланковою ситківецького колгоспу «Україна» колишня наймичка, Герой Соціалістичної Праці Олександра Середа. У 1970—1971 рр. завод відзначився значним зростанням виробництва цукру, добова потужність склала 7881 ц перероблених буряків. Г. Н. Поліщука нагороджено орденом трудового прапора, П. І. Григор'єва, О. О. Пачіско — орденом «Знак Пошани», 42 особи — медаллю «За доблесну працю». Високих трудових показників досягли колективи двох цегельних заводів, залізничної станції і лісоскладу, хлібозаготівельного пункту, відділення «Сільгосптехніки», хлібозаводу, лісництва.

### У незалежній Україні
12 червня 2020 року, відповідно до розпорядження Кабінету Міністрів України № 707-р «Про визначення адміністративних центрів та затвердження територій територіальних громад Вінницької області», село увійшло до складу Райгородської сільської громади.
17 липня 2020 року, в результаті адміністративно-територіальної реформи та ліквідації Немирівського району, селище увійшло до складу новоутвореного Гайсинського району.
26 січня 2024 року в Україні набув чинності Закон № 3285-IX, який передбачає дерадянізацію адміністративно-територіального устрою України, то ж селище міського типу Ситківці набуло статусу селища.

## Населення
У 1966 році населення складало 4 600 осіб. За переписом 2001 року — 2 845 осіб.

## Освіта
Жителі Ситковець прагнули до знань і освіти. З 1861 року в селі існувала лише однокласна парафіяльна школа, де дітей навчав дяк. Робітники цукрового заводу вирішили на свої кошти заснувати училище. Звернувшись з цього приводу до місцевої влади, вони разом з селянами обіцяли вносити щорічно на утримання училища 360 руб. та забезпечувати його шкільним обладнанням. Після тривалого листування однокласне народне училище відкрита у 1882 році. Навчалося в ньому 40 хлопчиків. У 1902 році училище перетворили на двокласне. Поміщалося воно в будинку, побудованому робітниками на власні кошти. Селяни, як і раніше, доплачували 360 рублів. Три вчителі навчали 157 хлопців та дівчат. Однак закінчували його лише не більше 10 учнів, переважно із заможних сімей. Через матеріальні нестатки діти бідняків могли вчитися не більше, ніж одну зиму.
Станом на 2016 рік в Ситківцях функціонувала ЗОШ І—ІІІ ст. (навчалося 217 учнів, працювало 30 вчителів), а також школа-інтернат.
Наразі середня школа займає приміщення на 35 класних кімнат, 13 класів-кабінетів, 2 майстерні. При школі працюють гуртки. Не менше ніж 15 вихідців із села стали кандидатами наук.

## Спорт
У 2009 році створено футбольну команду «Шанс» (нині — ФК «Ситківці»).

## Ботанічна пам'ятка
На східній околиці селища у лісовому масиві розташовані ботанічні пам'ятки природи місцевого значення Горіхи-екзоти та Ситковецькі буки.

## Відомі особи
- Андрущенко Володимир Петрович — український журналіст, письменник (прозаїк, публіцист).
- Гуцало Роман Андрійович (1894—1938) — український письменник та педагог.
- Ковальчук Федір Сергійович (1911—1998) — повний кавалер ордена Слави.
- Мельников Володимир Степанович (1938—2010) — український науковець-мінералог, кристалохімік, педагог.
- Панченко Архип Іванович (1902 — 1987) — український радянський діяч, 1-й секретар Вороновицького райкому КП(б)У Вінницької області, 1-й секретар Монастирищенського райкому КПУ Черкаської області. Депутат Верховної Ради УРСР 2—5-го скликань.
- Середа Олександра Яківна — Герой Соціалістичної праці
- Середа Леонід Павлович — професор, ректор Вінницького аграрного університету
- Леон Сирочинський (1844—1925) — український та польський культурний діяч, професор гірництва, ректор Львівської політехніки.
- Скотний Валерій Григорович (1948—2011) — ректор Дрогобицького педагогічного університету, учений-культуролог, доктор філософських наук (2003), професор, заслужений працівник освіти України.
- Таранюк Владислав Володимирович — український письменник, перекладач, журналіст, сценарист, режисер.

## Цікаві факти
- Залізнична станція Ситківці — третя за величиною пасажиропотоку приміського поїзда сполученням Вінниця — Гайворон.
- Збереглися залишки фортечних земляних валів XVII століття.

## Галерея

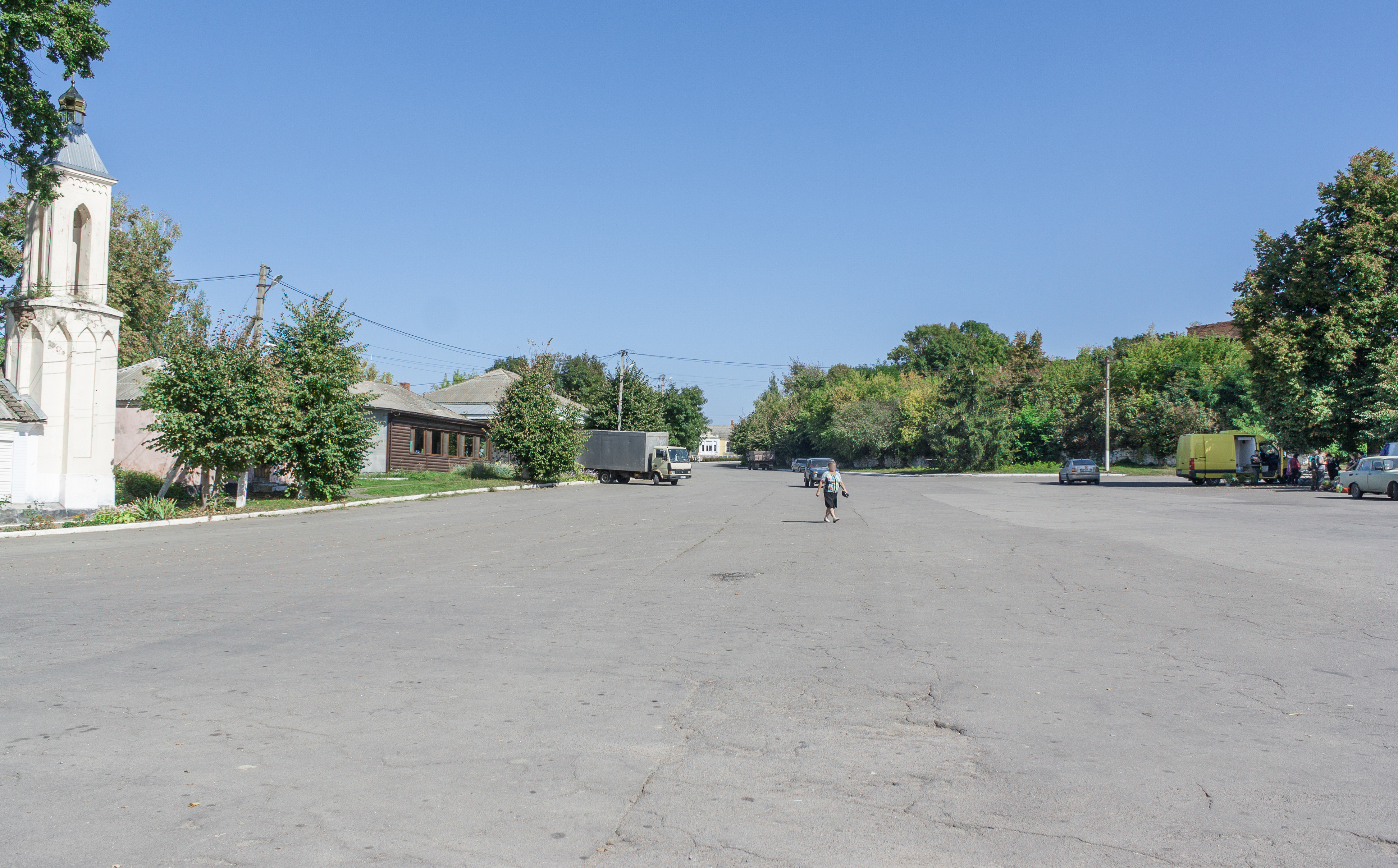
Центр селища
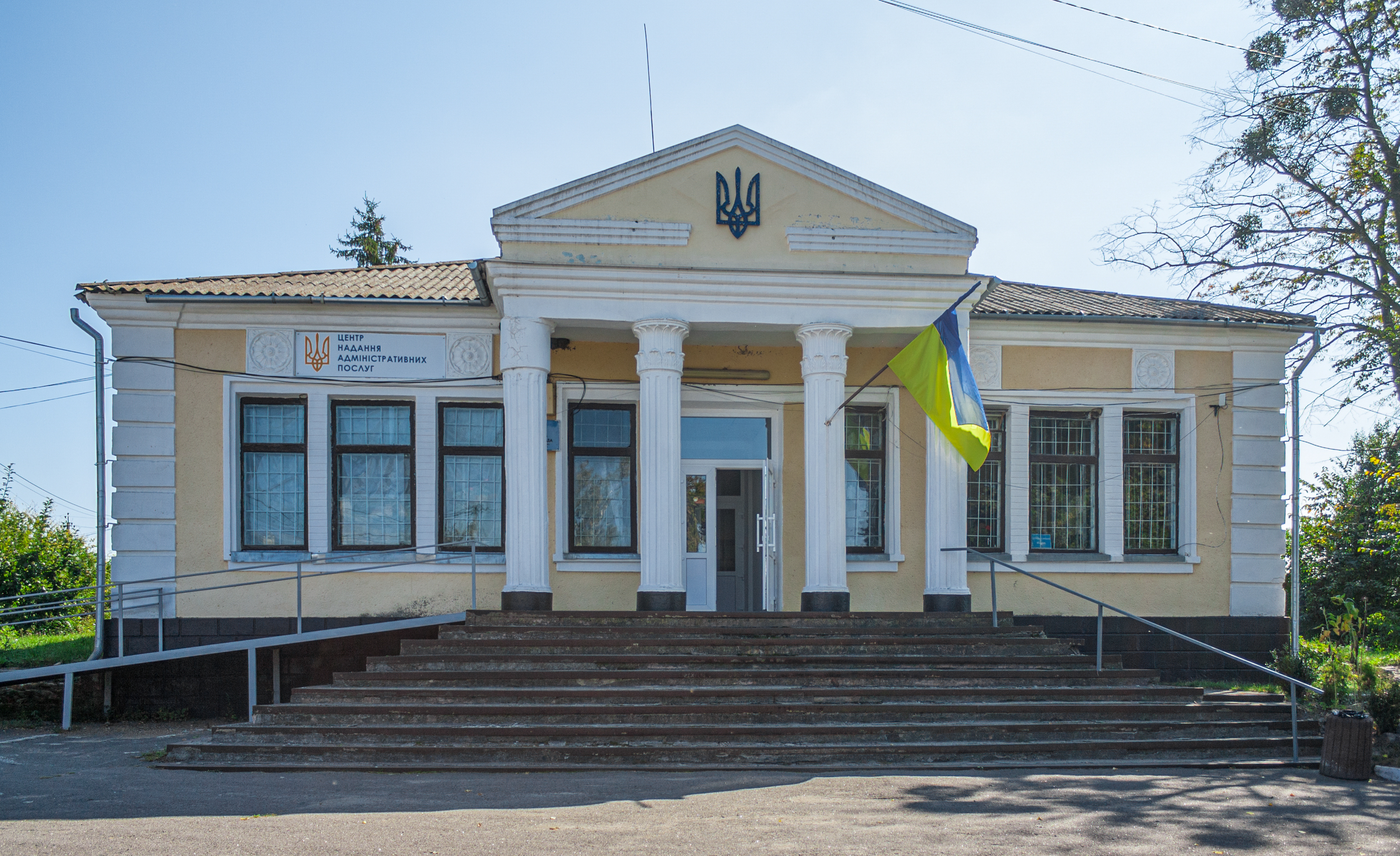
Селищна рада
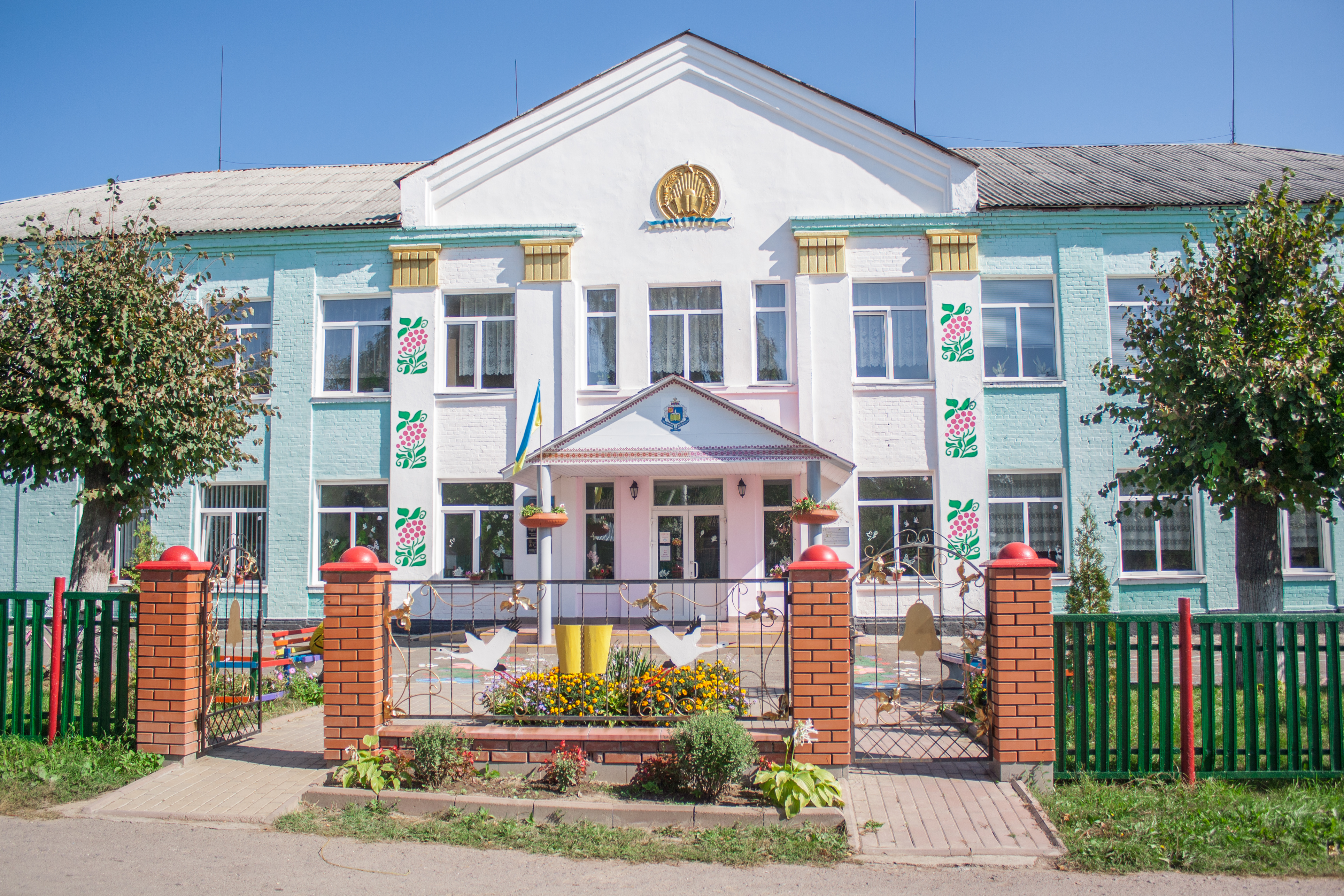
Школа
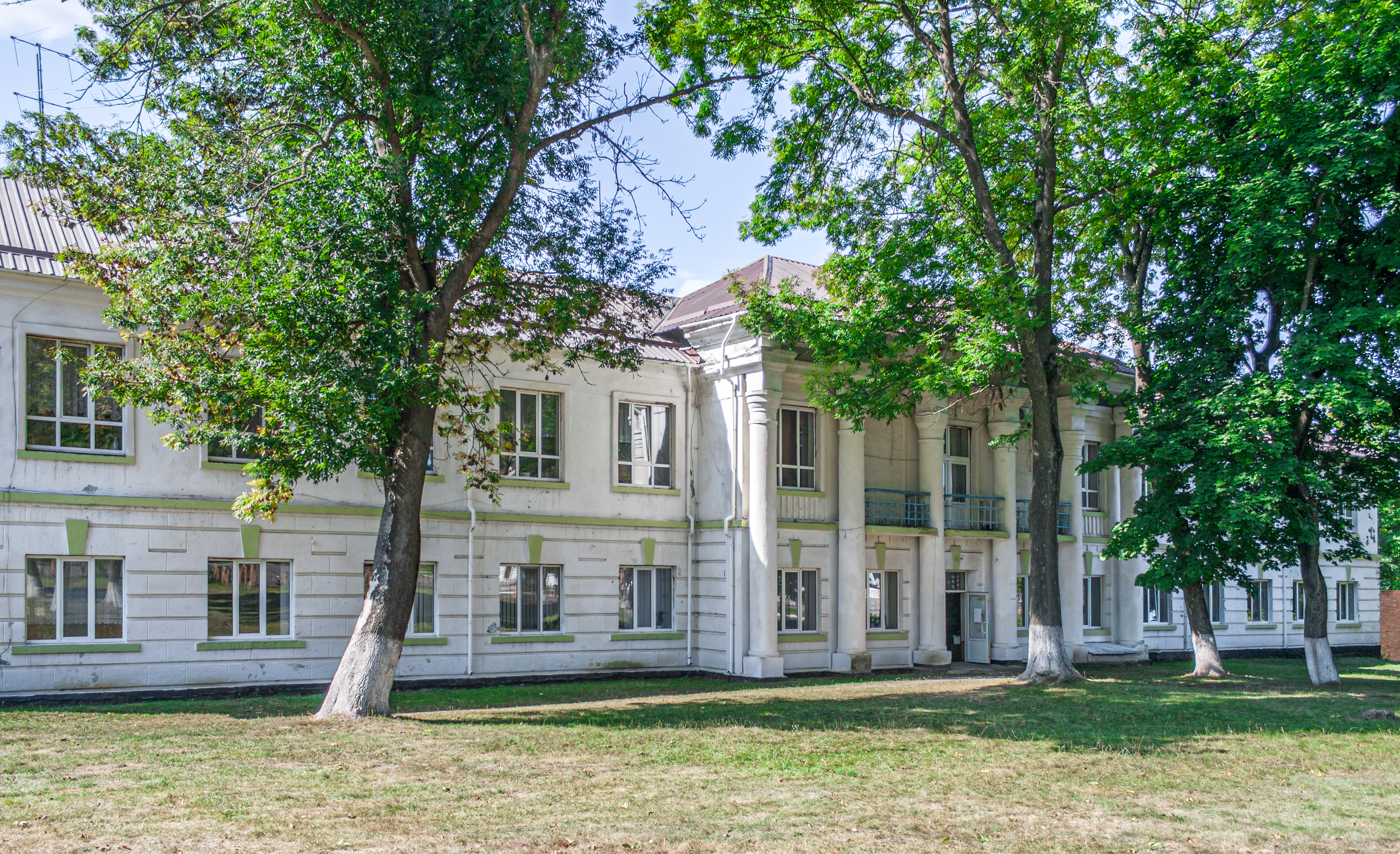
Школа-інтернат (колишня резиденція Потоцьких XIX століття)
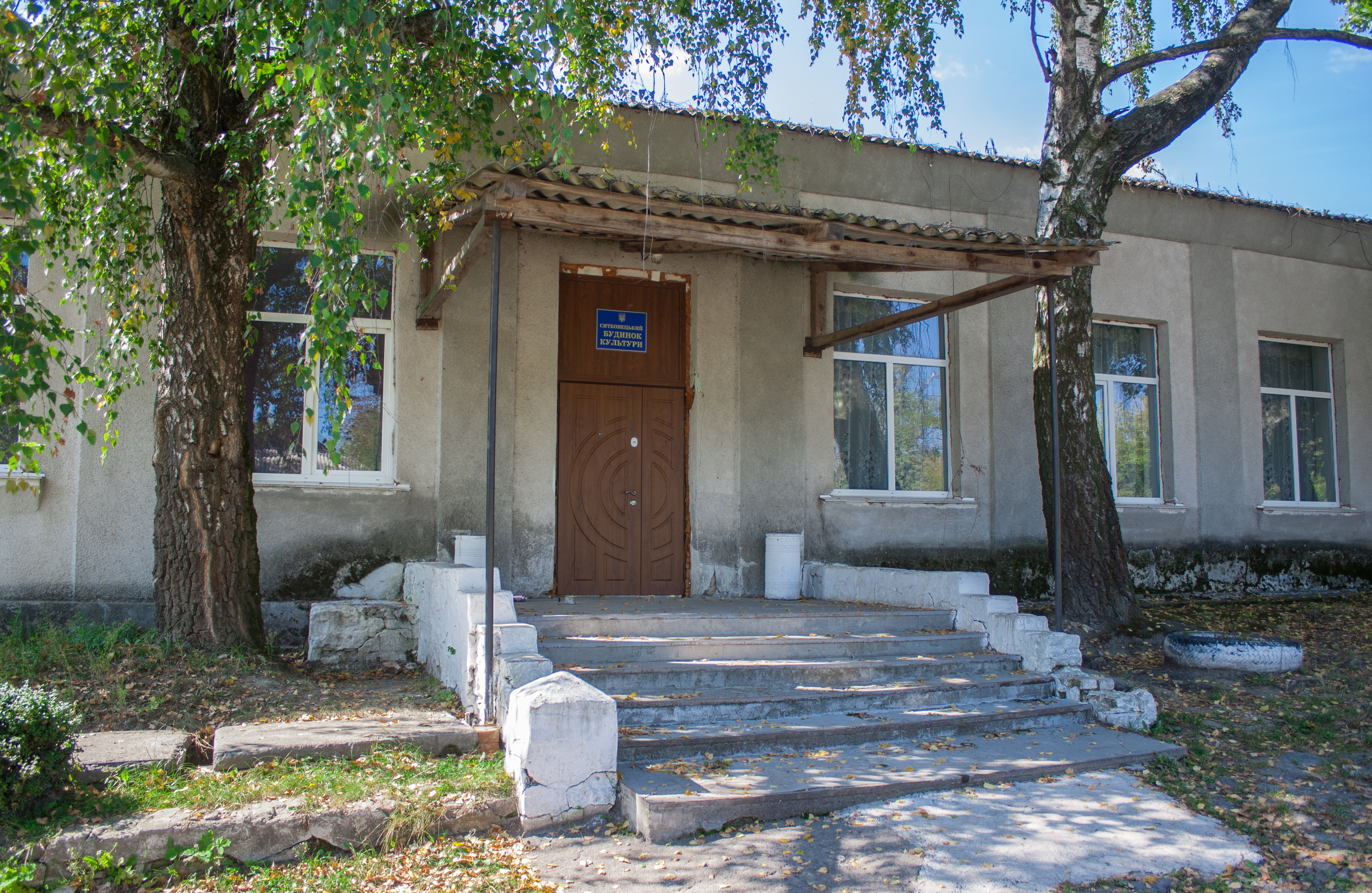
Будинок культури
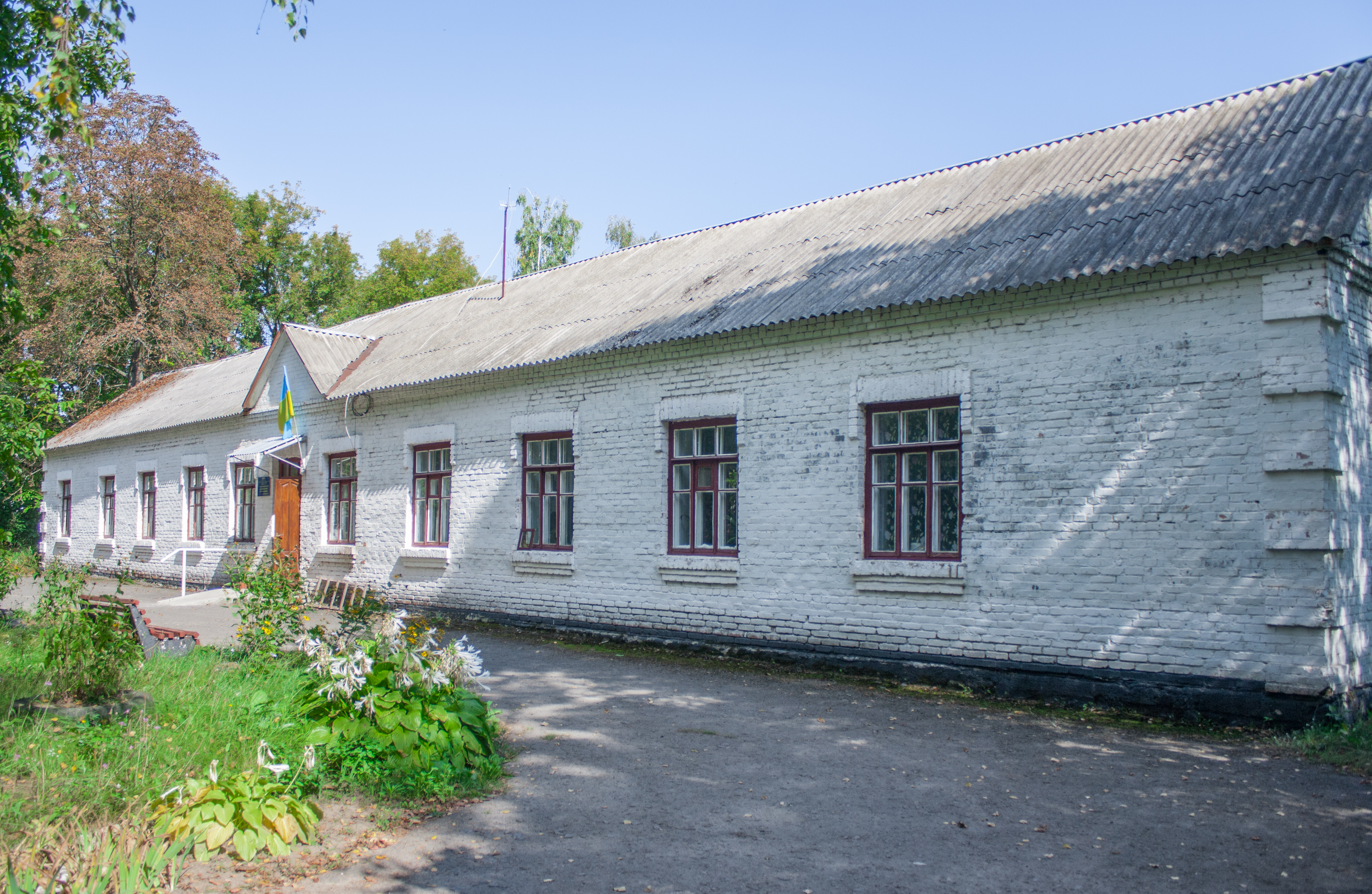
Амбулаторія
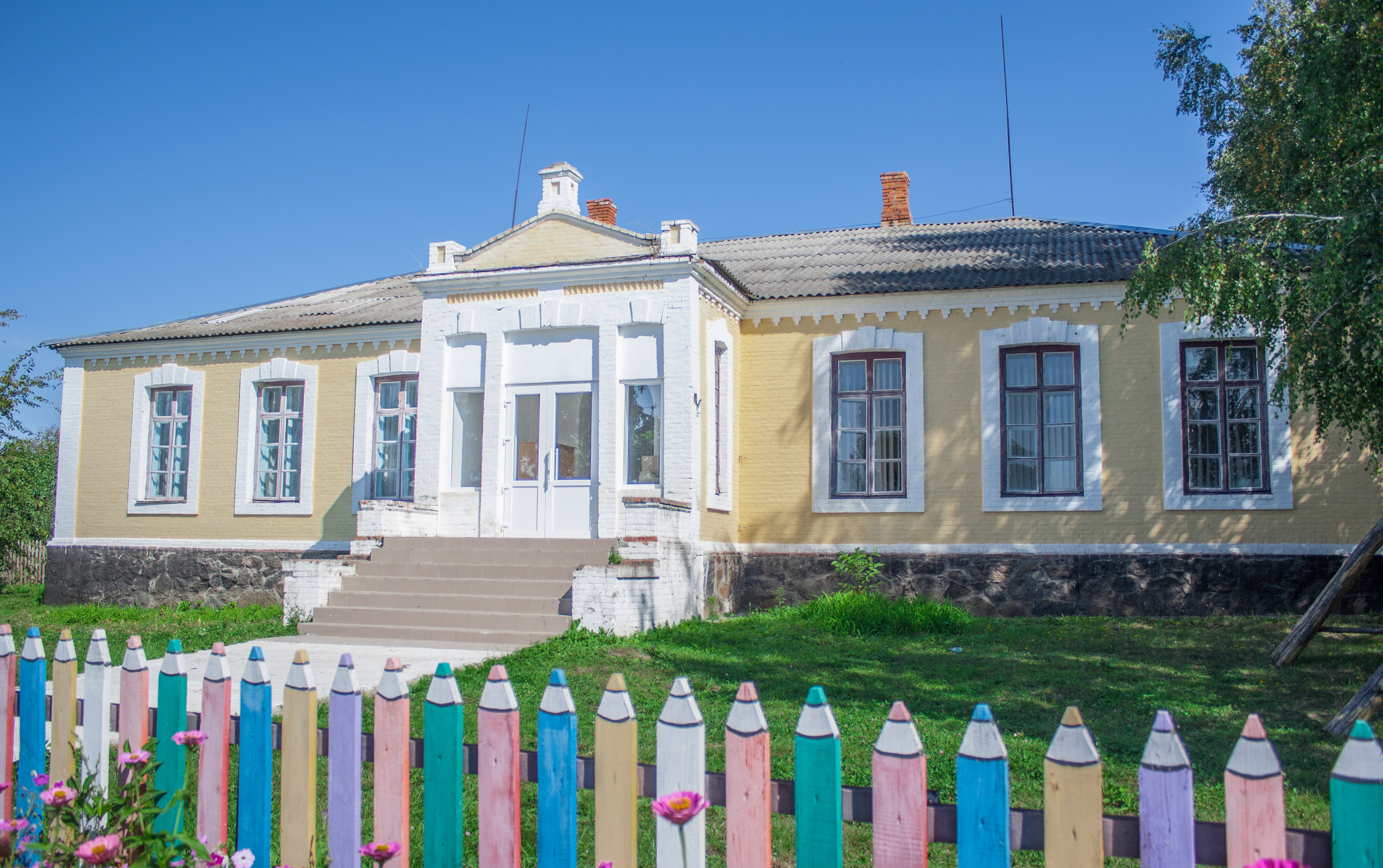
Бібліотека
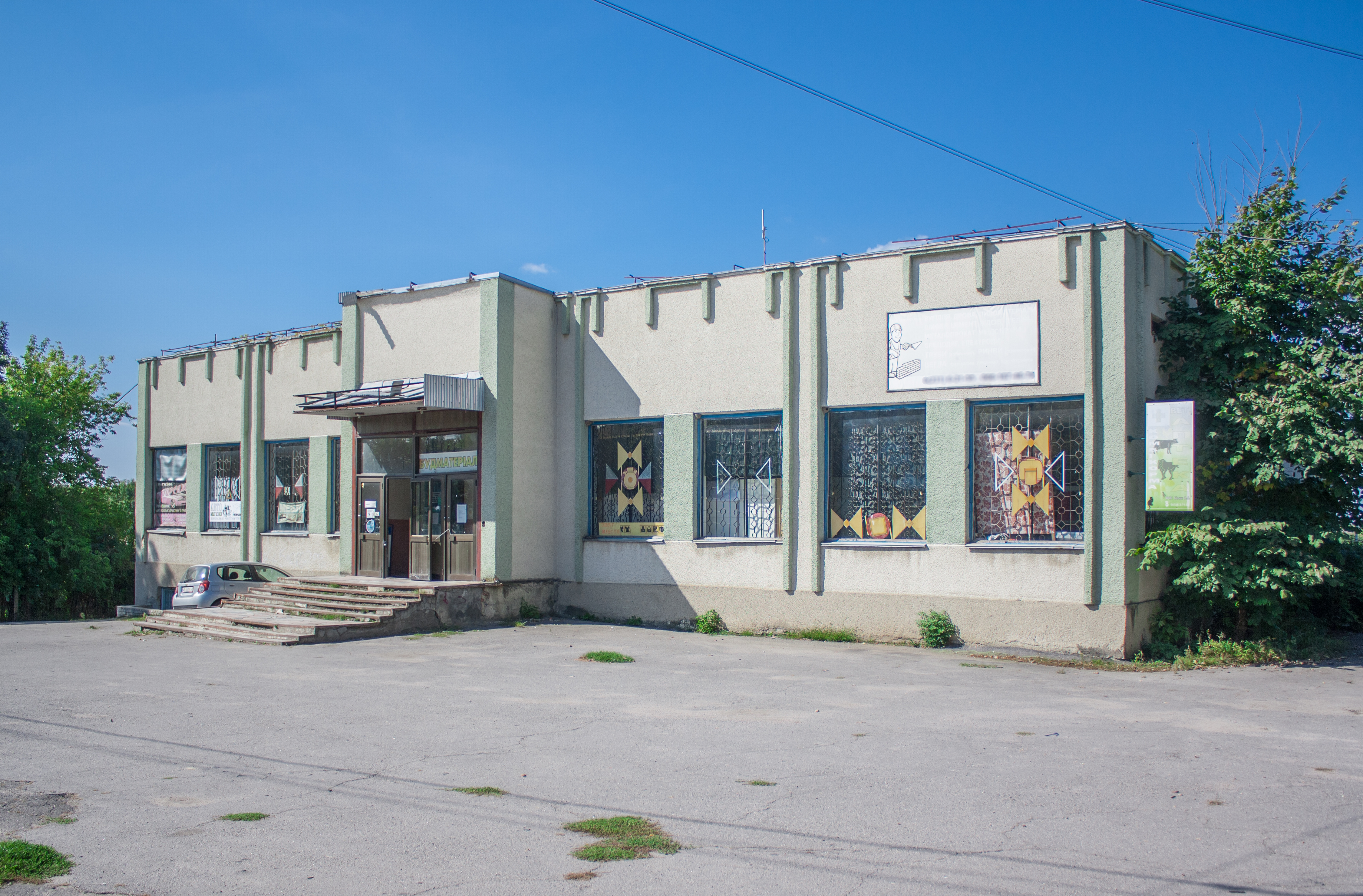
Крамниця
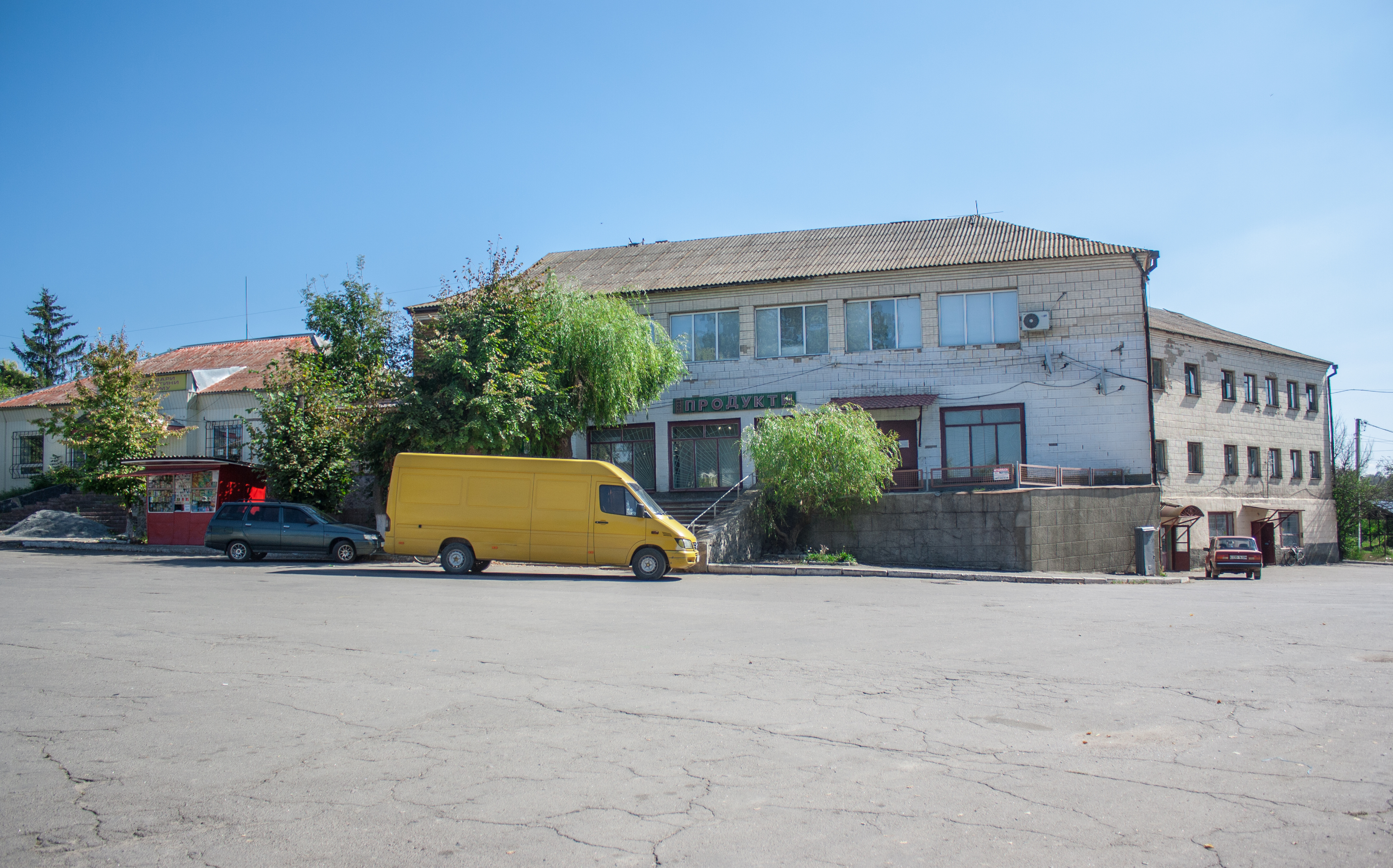
Магазини
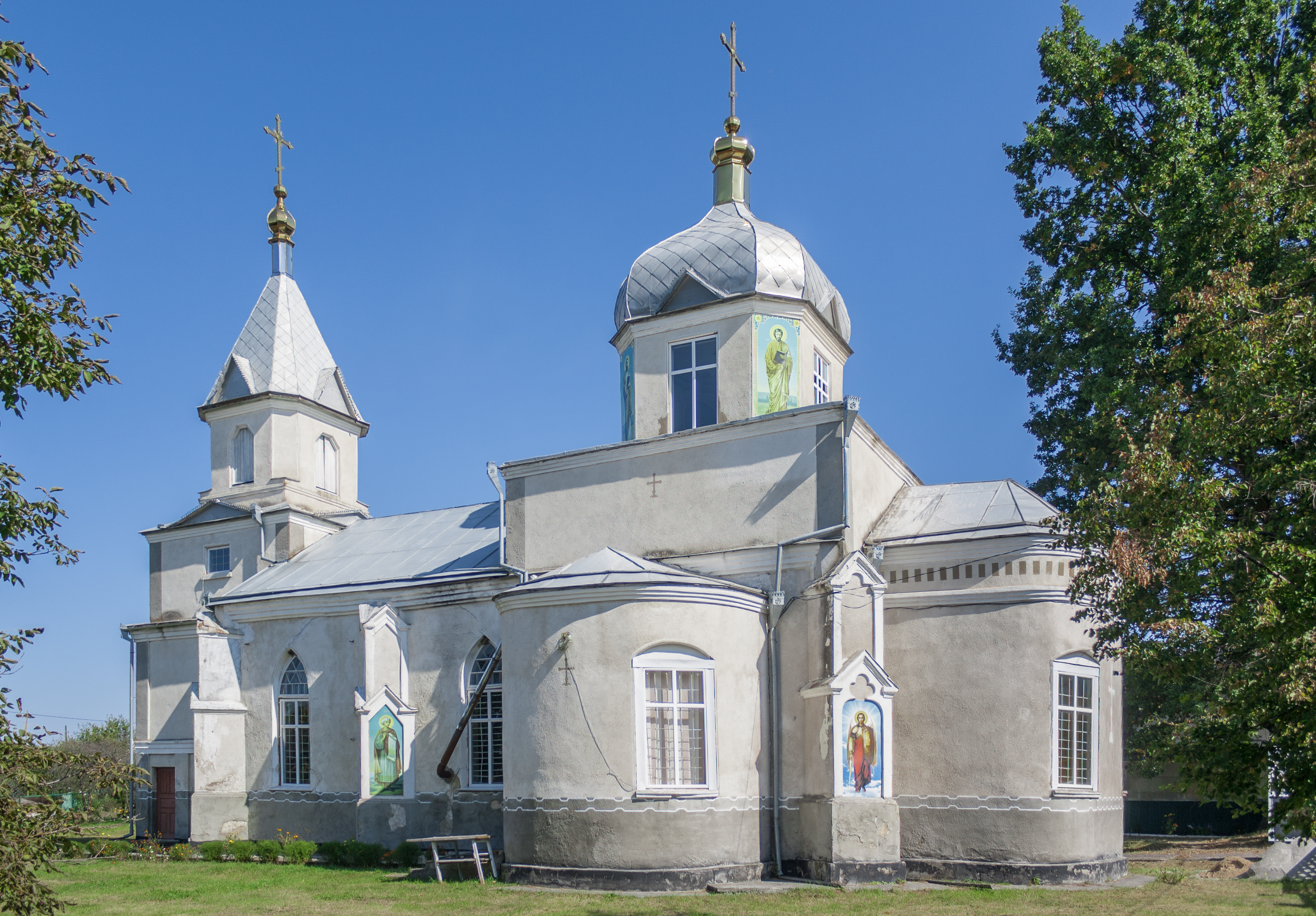
Вознесенська церква (колишній костел 1826 року побудови)
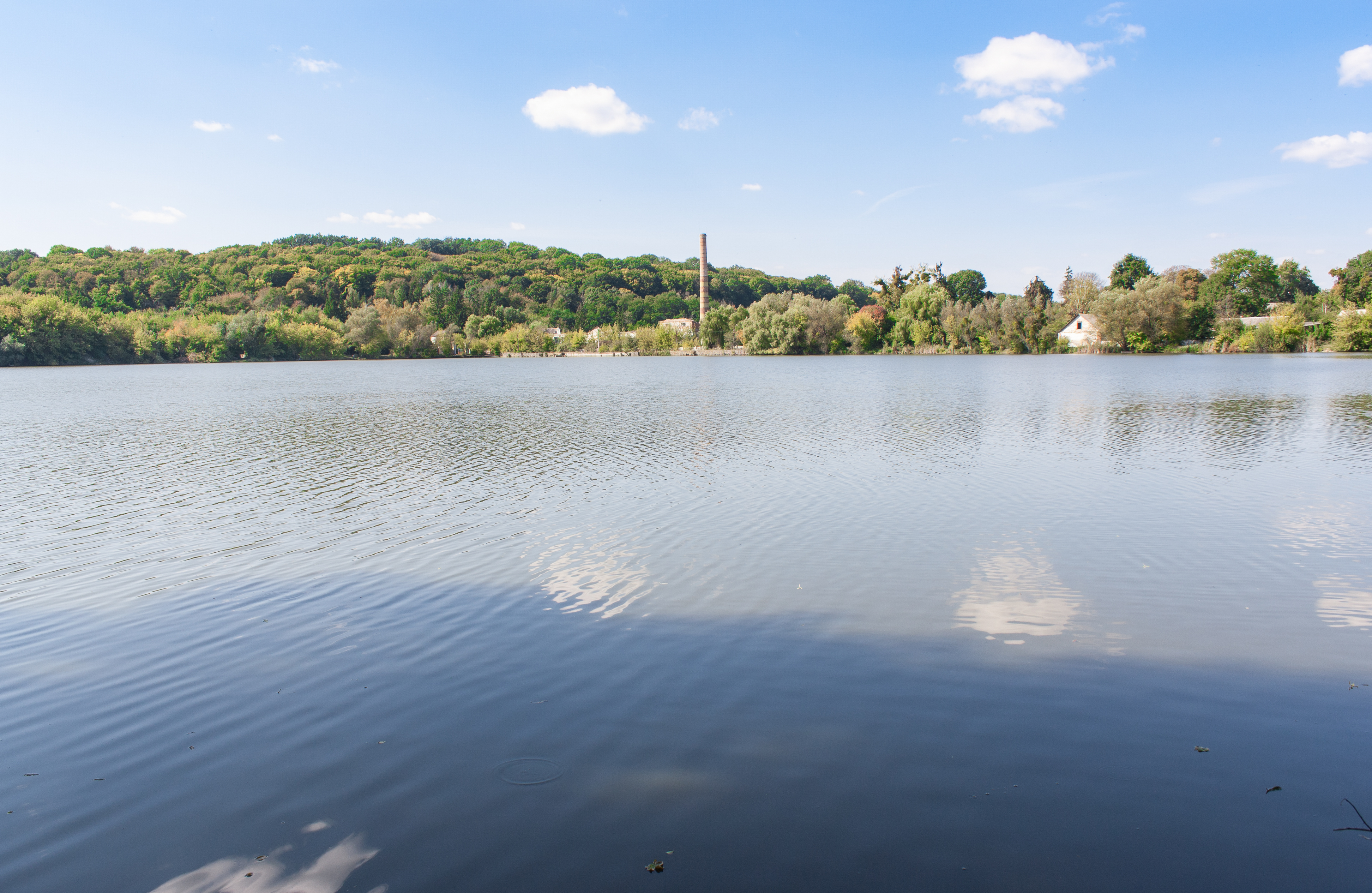
Ставок на річці Бажаниха
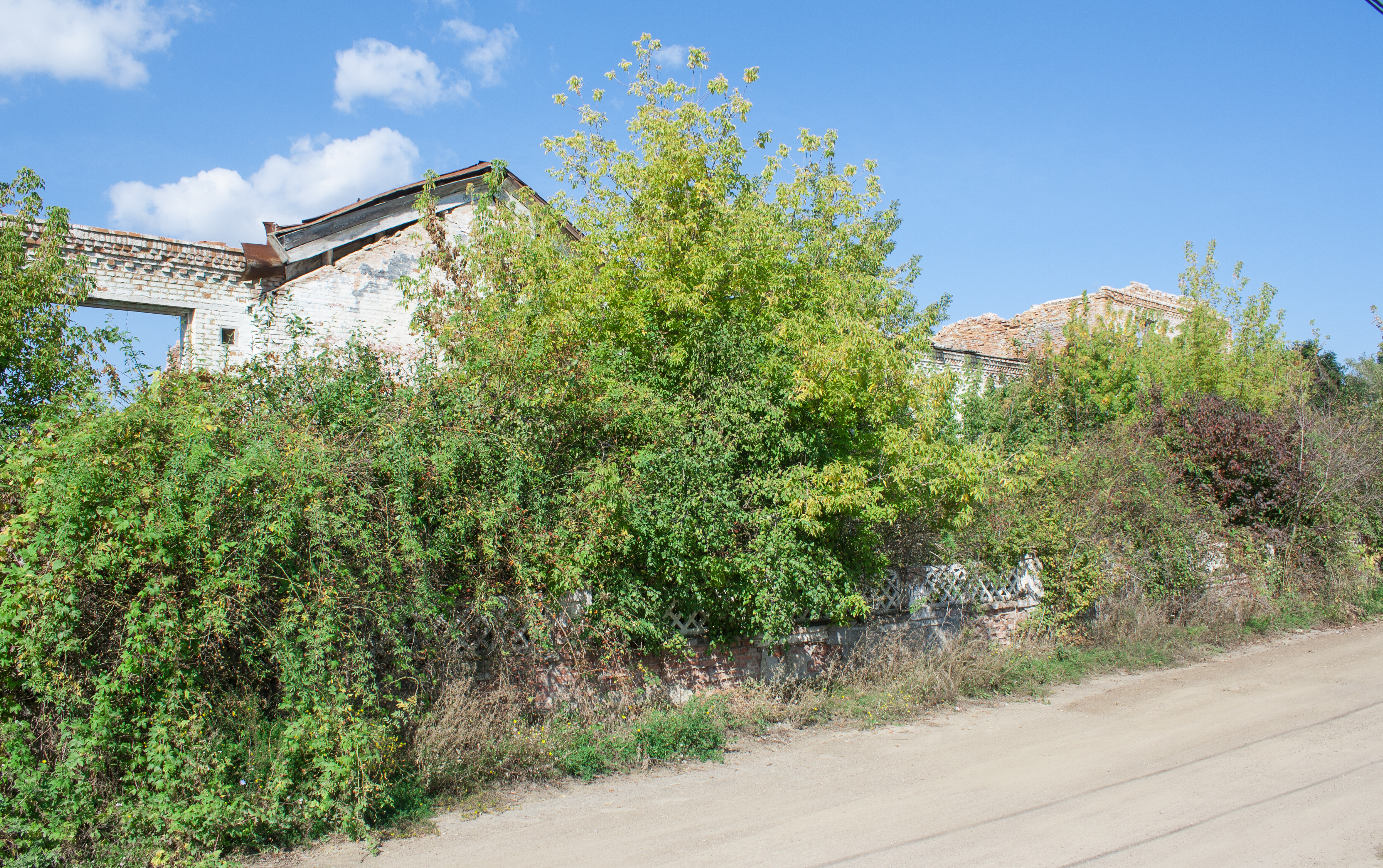
Руїни цукрозаводу
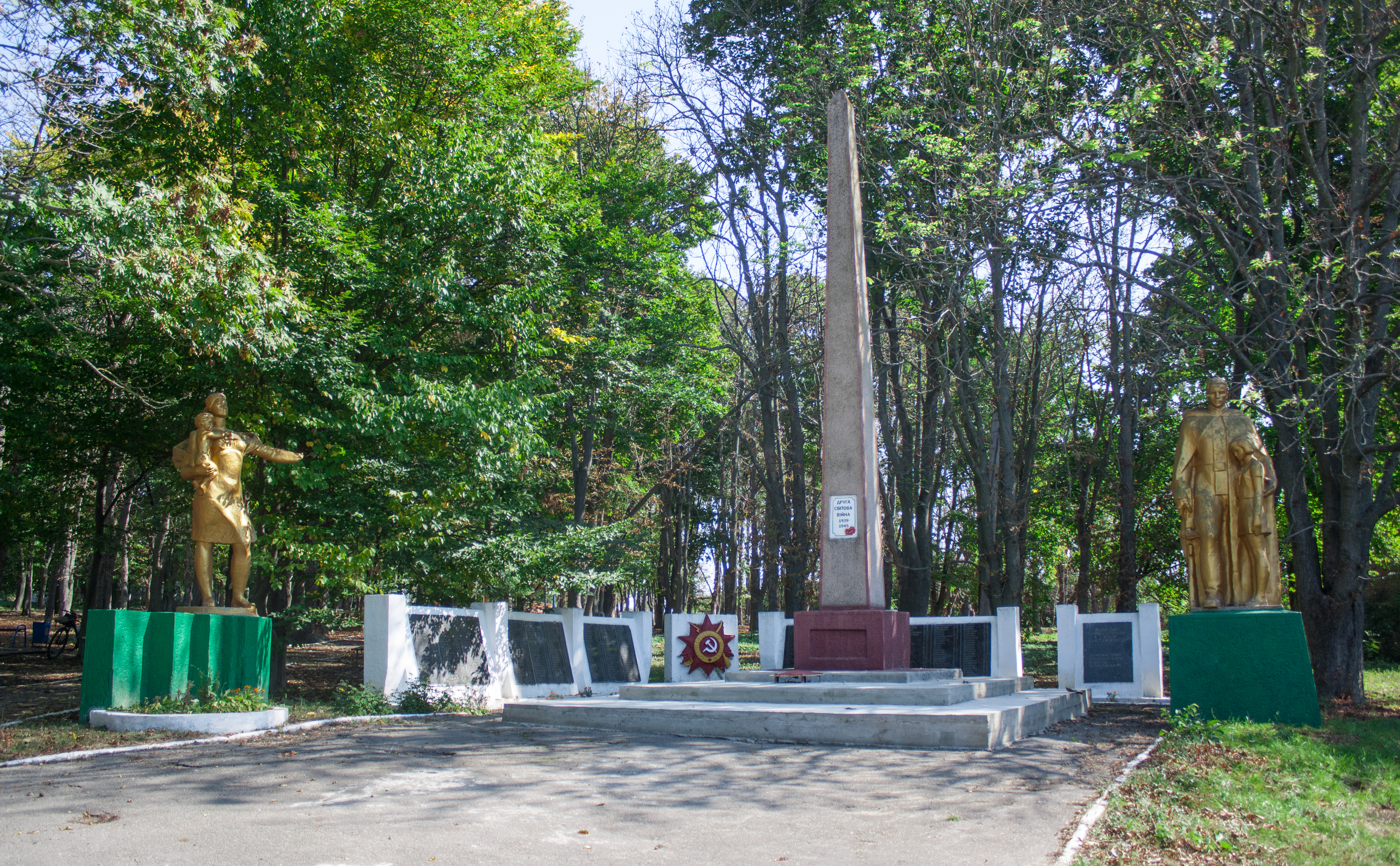
Пам'ятник воїнам-односельчанам
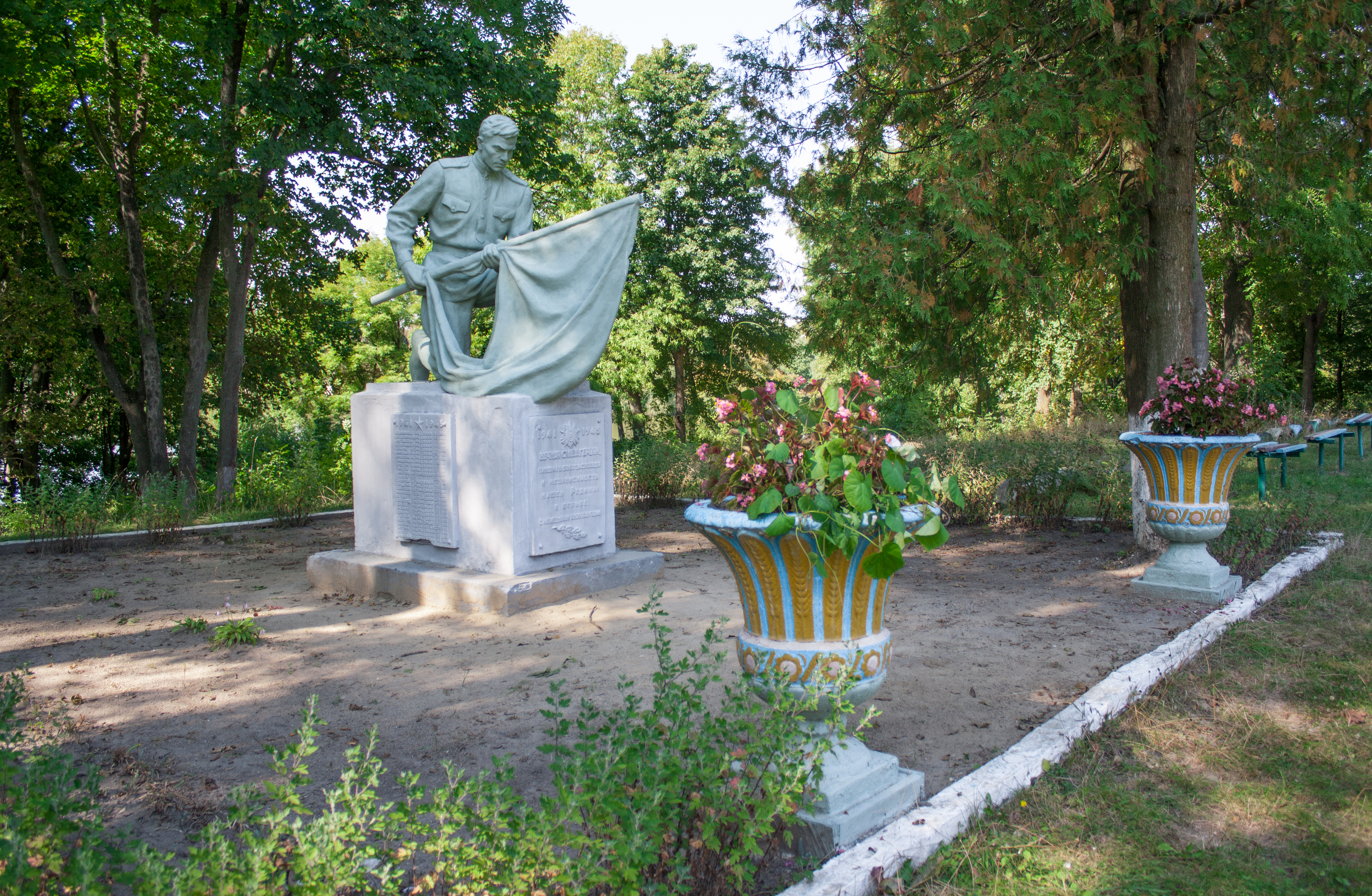
Братська могила радянських воїнів